# Bristolska skala uformowania stolca

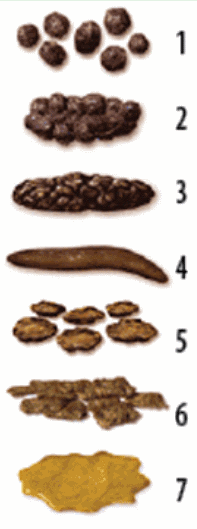

Bristolska skala uformowania stolca (skala BSF; ang. Bristol Stool Form Scale) – naukowa 
klasyfikacja dzieląca ludzki kał na 7 grup według kryteriów kształtu i konsystencji.
Skala została stworzona przez Kenneth Willoughby Heaton i Sarah J. Lewis na Uniwersytecie w Bristolu. Publikacja autorów w Scandinavian Journal of Gastroenterology w 1997 wykazała jej przydatność w ocenie czasu pasażu jelitowego.
W Kryteriach Rzymskich IV zespołu jelita drażliwego uwzględniono bristolską skalę uformowania stolca przy podziale na podtypy tego schorzenia:
- ZJD z zaparciem (IBS-C)
- ZJD z biegunką (IBS-D)
- ZJD mieszany (IBS-M)
- ZJD postać niesklasyfikowana (IBS-U)

Kształt i konsystencja stolca zależy od czasu, przez jaki przebywa on w jelicie grubym (typ pierwszy zalega w jelicie najdłużej, typ siódmy – najkrócej).
Siedem typów stolca według bristolskiej skali uformowania stolca:
- Typ 1: Oddzielne zbite grudki podobne do orzechów, trudne do wydalenia
- Typ 2: Stolec o wydłużonym kształcie, grudkowaty
- Typ 3: Stolec wydłużony, z pęknięciami na powierzchni
- Typ 4: Smukłe, wężowate kawałki stolca, gładkie i miękkie
- Typ 5: Miękkie drobiny z wyraźnymi krawędziami (łatwo wydalane)
- Typ 6: Stolec papkowaty, kłaczaste kawałki z postrzępionymi krawędziami
- Typ 7: Wodnisty, bez stałych elementów (ciecz)[3]